# Мале Крштеняни
Мале Крштеняни (словац. Malé Kršteňany) — село, громада округу Партизанське, Тренчинський край. Кадастрова площа громади — 6.29 км².
Населення 542 особи (станом на 31 грудня 2020 року).

## Історія
Мале Крштеняни згадуються 1255 року.

## Населення
| Рік:            | 1994. | 2004.    | 2014.   | 2024.   |
| --------------- | ----- | -------- | ------- | ------- |
| Кількість осіб: | 449   | 514      | 543     | 525     |
| Різниця:        |       | +14,47 % | +5,64 % | -3,31 % |

| Рік:            | 2023. | 2024.   |
| --------------- | ----- | ------- |
| Кількість осіб: | 521   | 525     |
| Різниця:        |       | +0,76 % |